# Мерсер (Северна Дакота)
Мерсер (енгл. Mercer) град је у америчкој савезној држави Северна Дакота.

## Демографија
По попису из 2010. године број становника је 94, што је 8 (9,3%) становника више него 2000. године.
| Група             | 2000.       | 2010.      |
| Белци             | 86 (100,0%) | 92 (97,9%) |
| Афроамериканци    | 0 (0,0%)    | 0 (0,0%)   |
| Азијати           | 0 (0,0%)    | 1 (1,1%)   |
| Хиспаноамериканци | 0 (0,0%)    | 0 (0,0%)   |
| Укупно            | 86          | 94         |